# 保田耕
保田 耕（やすだ こう、1907年 - 1943年9月7日）は、日本の眼科医。外島保養院と邑久光明園というハンセン病療養所に勤務し、初代奄美和光園園長が発令されたが、応召し、中国で戦病死した。

## 略歴
1907年、和歌山県で出生。 1932年。大阪大学卒業。外島保養院医員。1934年。外島保養院水害後は邑久光明園に勤務。1938年。邑久光明園医務課長。1943年4月。奄美和光園園長発令。5月27日園長保田耕ほか職員7名と家族21名が奄美大島に到着。戦争が激しく奄美島民の出迎えはなかった。1943年8月31日。応召。1943年9月7日。中国で戦死。同日　松本当太郎が奄美和光園園長心得に発令。別の文献によると、43年9月に赤紙がきた。大阪の連隊に編入され、1945年5月27日中国湖北省武昌方面の軍病院に勤務中、腸チフスとマラリアに感染。戦病死とあるが、この日が上記奄美大島到着の日であるので取り違えたと思われる。

## 業績
- らい患者眼疾患の統計,らい患者の視力、トラホームの影響。1933年らい学会。
- アウロチオ・ナトリウムのらい眼疾患に及ぼす影響。1934年らい学会。
- らい性急性毛様体炎における前房穿刺について。1935年らい学会。
- らいの眼房水の研究、らい菌検出。1936年らい学会。
- らい患者角膜潰瘍の処置。らい患者の屈折異常。1937年らい学会。
- らいにおける眼圧。1939年らい学会。
- らい患者に合併せる全色眼盲。1941年らい学会。

## 奄美和光園での苦労
- 一行は船着き場近くの旅館で休憩後、人里離れた宿舎に落ち着いた。職員宿舎は極めてお粗末で、雨漏りするが修理する材料もない。飲料水は谷川に掘割を作り竹の樋を通したが、浄水装置がなく、幼児２名が相次いで急性腸炎で死亡した。

## 応召について
- 厚生省では、奄美大島の奄美和光園の初代園長になり手がなく、陸軍省に応召を免除してもらう条件をつけたが、陸軍省は厚生省との約束を忘れたという。[3]

## 文献
- 『光仰ぐ日あるべし　南島のハンセン病療養所の５０年。国立療養所奄美和光園』　柏書房。1993. ISBN 4-7601-0991-9 C0021 P3600E
- 旧外島保養院誌　26-27, 桜井方策　「楓」　昭和7,8年代の医局展望